# Морозов Володимир Володимирович
Володи́мир Володи́мирович Моро́зов (15 грудня 1910, Вологда — 1 січня 1975) — російський математик. Доктор фізико-математичних наук (1943). Професор (1944). Заслужений діяч науки Татарської АРСР (1955).

## Біографія
1930 року закінчив Казанський університет. Учень Миколи Чеботарьова.
У 1930—1934 роках працював у Казанському медичному інституті, в 1932—1941 роках — в Інституті інженерів комунального будівництва, від 1941 року — в Казанському університеті. У 1947—1953 роках — директор науково-дослідного інституту імені Миколи Чеботарьова.

## Наукова діяльність
Наукові інтереси Морозова стосувалися різних розділів сучасної алгебри, головним чином груп і алгебр Лі.
Працював також у галузі історії математики, зокрема — історії математики в Казанському університеті.

## Електронні ресурси
- Володимир Володимирович Морозов (1910 — 1975) (рос.)